# Valērijs Buhvalovs
Valērijs Buhvalovs (ros. Валерий Алексеевич Бухвалов, Walerij Aleksiejewicz Buchwałow; ur. 9 lipca 1957 w Rzeżycy) – łotewski pedagog i polityk rosyjskiego pochodzenia, radny Jełgawy, w latach 2006–2010 poseł na Sejm z listy partii O Prawa Człowieka w Zjednoczonej Łotwie.

## Życiorys
W 1979 ukończył  studia w Dyneburskim Instytucie Pedagogicznym (według innych źródeł w 1988), zaś w 1993 studia aspiranckie w Państwowym Instytucie Pedagogicznym im. Aleksandra Hercena w Petersburgu. Uzyskał nostryfikację dyplomu na Łotwie.
Pracował m.in. jako nauczyciel biologii w Jełgawie (1988–1996) oraz w centrum pedagogicznym "Experiment" w Rydze (1998–2004). Działał w Partii Zgody Narodowej. Od 1998 do 2005 był asystentem posła na Sejm Jakovsa Plinersa. W latach 2005–2006 wykonywał mandat radziecki w Jełgawie, zaś w wyborach w 2006 został wybrany w skład Sejmu IX kadencji z listy partii O Prawa Człowieka w Zjednoczonej Łotwie.
Od 2003 pełni funkcję wiceprezesa wspólnoty kultury rosyjskiej "Wiecze" w Jełgawie. Jest członkiem zarządu Fundacji Tatiany Żdanok "Dla szkół rosyjskich" (Tatjanas Ždanokas fonds "Krievu skolai"). Współpracuje z prywatną szkołą średnią "Evrika" w Rydze. Jest autorem licznych publikacji poświęconych metodyce nauczania.
Jest żonaty, mieszka w Jełgawie.